# Ermanno Pittigliani
Ermanno Pittigliani (San Benedetto Po, 1907 – Monza, 1979) è stato un pittore, incisore e scultore italiano.

## Biografia
Dopo aver frequentato l'Istituto superiore d'Arte di Monza, allievo di Semeghini, De Grada, Martini e Marini, è stato docente all’Istituto Hensemberger e ad altre scuole in Monza e Brianza.
Dopo la fine della guerra, nel 1946 si dedica esclusivamente alla sua vocazione artistica. Aderisce al Gruppo Artisti Mantovani con il quale espone a più riprese a Mantova. Si dedica non solo alla pittura ad olio, ma anche all'affresco, all'arte vetraria, alla scultura in terracotta e in pietra.
Stilisticamente abbandona i suoi primi modi, improntati a posizioni espressionistiche, per evolvere a risultati di pittura astratta. 

Nel corso degli anni '70 predilige lavori di scultura operando sia a Monza che nell'alto Mantovano (tomba Calzoni a Castiglione delle Stiviere). Negli ultimi suoi anni lamenta l'incomprensione dell'ambiente artistico monzese.
La città di Monza, che custodisce nelle sue Raccolte civiche una rilevante collezione di sue opere, gli ha dedicato una retrospettiva nel 1992.